# Ключи (Томская область)
Ключи́ — посёлок в Томском районе Томской области, Россия. Входит в состав Богашёвского сельского поселения. Население — 179 человек (на 1 января 2015 года).

## География
Посёлок расположен немногим далее шести километров от Томска. Расстояние до центра сельского поселения — села Богашёва — 11 километров.

## История
Ключи были основаны в 1886 году и первоначально числились как заимка. Через несколько лет часть земель была изъята под строительство железной дороги и разъезда на ней (ныне — станция Предтеченск). Оставшаяся часть территории использовалась под летние дачи. В 1898 году усилиями Иоанно-Предтеченского женского монастыря, который владел здесь землёй, была построена церковь во имя Богоматери «Достойно есть».
К 2017 году построен микрорайон Южные Ключи.
В 2024 году в состав посёлка включён упразднённый посёлок Госсортоучасток.

## Население
| 2002 | 2008 | 2009 | 2010 | 2011 | 2012 | 2013 |
| ---- | ---- | ---- | ---- | ---- | ---- | ---- |
| 65   | ↗91  | ↗97  | ↗185 | ↗186 | ↗187 | ↘182 |
| 2014 | 2015 | 2021 |      |      |      |      |
| ↘180 | ↘179 | ↗645 |      |      |      |      |

## Оздоровительный комплекс
В посёлке находится оздоровительный и реабилитационный комплекс «Ключи». В нём проходят лечение пациенты с болезнями сердечно-сосудистой и нервной систем, опорно-двигательного аппарата, органов дыхания и других заболеваний. В состав комплекса входят: грязелечебница, водолечебница, аптека, физиотерапевтическое отделение, бассейны и другая медицинская инфраструктура.

## Сортоиспытательная станция
В посёлке находится томская сортоиспытательная станция по внедрению перспективных сельхозкультур.

## Достопримечательности
Особоохраняемая природная территория «Долина реки Бардянка».

## Транспорт
Ключи находятся чуть в стороне от Богашёвского тракта в сторону реки Басандайки. С трактом посёлок соединяет подъездная дорога.
Автобусное сообщение с райцентром. Остановка общественного транспорта «Ключи». 